# Dronning Margrethe II og Prins Henriks rejse til Østen
|  | Denne artikel er oprettet af botten Steenthbot ud fra en ekstern database. Den kan derfor have sproglige fejl eller mangler. Denne skabelon kan fjernes efter kontrol af indholdet. |

Dronning Margrethe II og Prins Henriks rejse til Østen er en dansk dokumentarfilm fra 1981.

## Handling
Dronning Margrethe og Prins Henrik's besøg hos ØK i Bangkok.